# Herman Johan Royaards

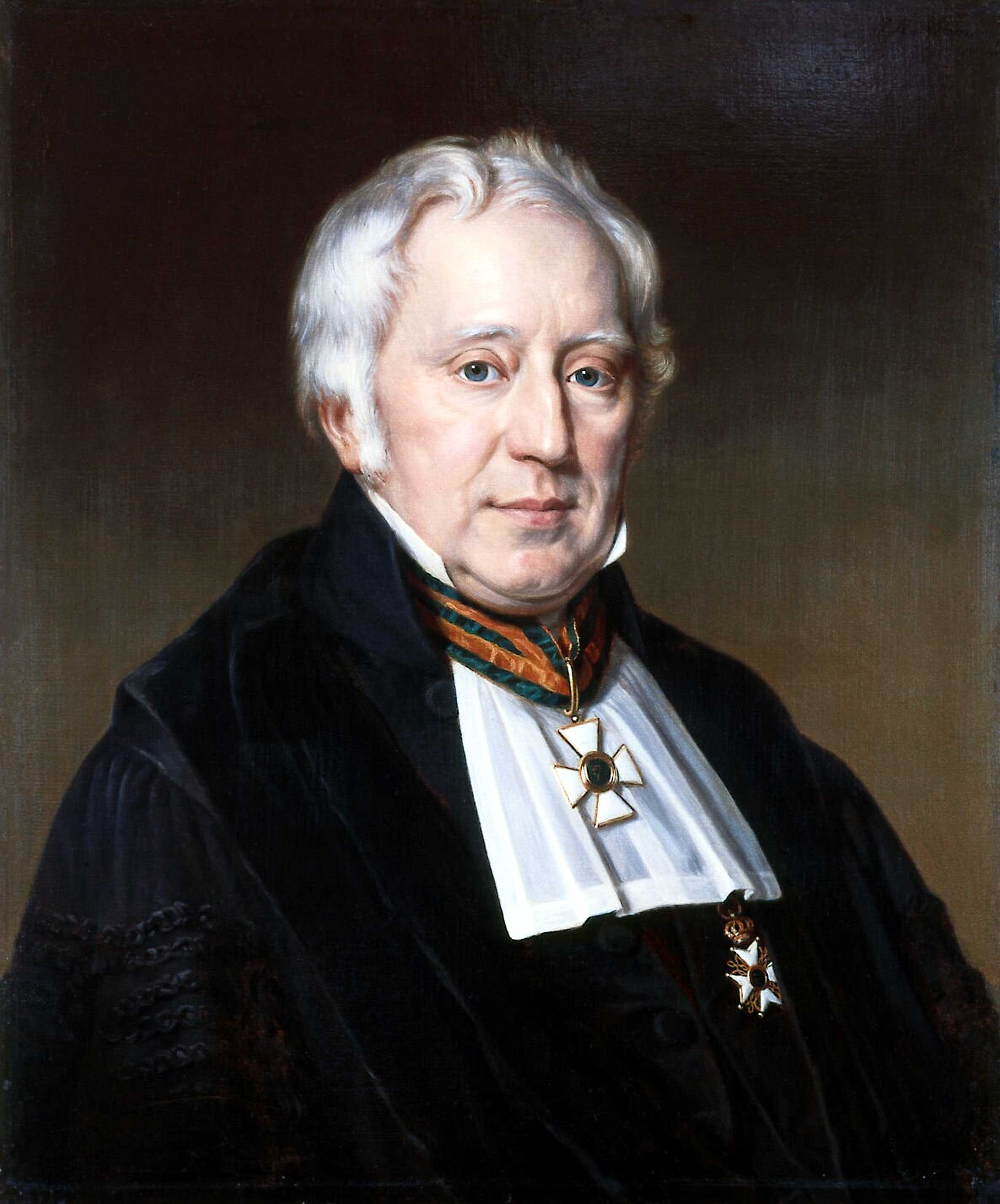
Herman Johan Royaards

Herman Johan Royaards auch: Hermann Johann Roijaards (* 3. Oktober 1794 in Utrecht; † 2. Januar 1854 ebenda) war ein niederländischer reformierter Theologe und Kirchenhistoriker.

## Leben
Der jüngste Sohn von Hermann Royaards und Johanna Henriette Schorer (* 11. April 1757 in Middelburg; † 23. Oktober 1813 in Utrecht), wurde am 12. Oktober 1794 in der Utrechter Domkirche getauft. Nach anfänglichem Besuch der Lateinschule in Utrecht, immatrikulierte er sich am 19. Dezember 1810 für ein Studium der Theologie an der Universität Utrecht. Hierzu besuchte er an der philosophischen Fakultät die Vorlesungen von Philipp Wilhelm van Heusde, beteiligte sich als Student 1815 an den Befreiungskriegen und setzte zurückgekehrt seine theologischen Studien bei seinem Vater, Gabriel van Oordt, Jean Henri Pareau und Jodocus Heringa Eliza’s zoon fort. Am 12. März 1818 promovierte er unter seinem Vater mit der Abhandlung Disputatio inauguralis de altera Pauli ad Corinthios epistola, et observanda in illa apostoli indole et oratione zum Doktor der Theologie.
Nachdem er am 3. Mai desselben Jahres sein kirchliches Examen absolviert hatte, wurde er am 14. Februar 1819 zum Pfarrer in Meerkerk berufen. Hier setzte er seine Studien fort und erhielt für seine Arbeit zum Buch Daniel der Bibel einen Ehrenpreis der Gesellschaft zur Verteidigung des christlichen Gottesdienstes in Den Haag. Obwohl er März 1823 ein Pfarramt in Schiedam angeboten bekam, beriefen ihn die Kuratoren der Utrechter Universität am 24. April 1823 zum außerordentlichen Professor der Theologie und Kirchengeschichte. Hier sollte er seinen Vater unterstützen und trat die ihm übertragene Aufgabe am 20. Juni 1823 mit der Einführungsrede De hominum gentiumque varietate in Christianae Societatis historia observanda an.
Nach dem Tod seines Vaters übertrug man ihm am 3. November 1825 die ordentliche Professur der Theologie an der Universität Utrecht, welche er am 3. März 1826 mit der Einführungsrede über historische Theologie De theologia historica cum sacri codicis exegesi rite conjuncta nostris potissimum temporibus in belgio excolenda übernahm und am selben Tag Akademieprediger wurde. In seiner Eigenschaft als Utrechter Hochschullehrer beteiligte er sich auch an den organisatorischen Aufgaben der Hochschule und war 1834/35 sowie 1849/50 Rektor der Alma Mater. Bei der Niederlegung seines ersten Rektorats hielt er am 26. März 1835 die Rede over de godsvrucht onzer voorouders, zigtbaar in de vestiging en handhaving van de republiek der Vereenigde Nederlanden. Bei der Niederlegung seines zweiten Rektorats am 21. März 1850 verfolgte er die Thematik Oratio de commutationis, quam subiit theologia in Nederlandia, saeculo hoc undevicesimo, via et ratione.
Royaards setzte sich für die Armenfürsorge der Diakonie ein, war zwölf Mal beratendes Mitglied bei niederländischen Synoden und hatte sich zu seiner Zeit vor allem auf die Kirchengeschichtsschreibung der Niederlande, sowie des Kirchenrechts spezialisiert. Er war Mitglied von in- und ausländischen Gelehrtengesellschaften. So zum Beispiel der Zeeländischen Gesellschaft der Wissenschaften in Middelburg, der provinziellen Utrechtschen Gesellschaft für Künste, 1826 Mitglied der Gesellschaft der niederländischen Literatur in Leiden und am 12. Mai 1840 Mitglied des Königlich Niederländischen Instituts der Wissenschaften. Zudem wurde er 1841 Ritter des Ordens vom niederländischen Löwen und 1849 Kommandeur des Ordens der Eichenkrone.

## Familie
Royaards war zwei Mal verheiratet. Seine erste Ehe schloss er am 6. April 1825 in Utrecht Hendrika Johanna Both Hendriksen (* 24. Dezember 1803 in Utrecht; † 6. Oktober 1832 in Utrecht), der Tochter des Willem Jan Both Hendriksen (* 8. Juni 1780 in Amersfoort; † 30. Dezember 1853 in Utrecht) und der Elisabeth Charlotte Winter (* 25. März 1786 in Amsterdam; † 16. Dezember 1809 ebenda). Aus der Ehe stammen zwei Söhne. Seine zweite Ehe ging er am 13. Januar 1836 in Utrecht mit Sara Maria Swellengrebel (* 10. Oktober 1803 in Utrecht; † 16. November 1891 ebenda), die Tochter des Staatsanwalts Johan Gerard Swellengrebel (* 22. Mai 1766 in Utrecht; † 12. September 1854 ebenda) und Anna Henriette van Ewijck (* 13. Juni 1775 in Utrecht; † 16. Dezember 1851 ebenda), ein. Aus der Ehe gingen zwei Töchter und vier Söhne hervor. Von den Kindern kennt man:
- Herman Royaards (* 14. Januar 1826 in Utrecht; † 16. Januar 1898 ebenda) verh. 9. Juni 1854 in Amsterdam mit Benudina Maria van Naamen (* 26. Mai 1827 in Amsterdam; † 13. Januar 1892 in Utrecht), 1866 bis 1896 Mitglied der Provinzialregierung von Utrecht, 1876 bis 1898 Kurator der Universität Utrecht
- Willem Jan Royaards (* 1. Januar 1829 in Utrecht; † 2. März 1897 ebenda) verh. 12. Juni 1856 in Utrecht mit Jacoba Margaretha Taets van Amerongen (* 6. Mai 1829 in Utrecht; † 28. April 1910 ebenda)
- Henrietta Johanna Royaards (* 26. April 1837 in Utrecht; † 14. April 1838 ebenda)
- Sohn NN. Royaards († 30. Mai 1838 in De Bilt)
- Anna Henrietta Royaards (* 30. Juli 1840 in De Bilt; † 1. September 1841 ebenda)
- Godfried Johan Royaards (* 10. Januar 1842 in Utrecht; † 13. Juni 1904 in Karlsbad) Dr. jur., war der erste Geschichtsschreiber der niederländischen Arbeiterbewegung
- Johan Gerard Maurits Royaards (* 10. Juni 1843 in De Bilt; † 3. März 1924 in Amsterdam)
- Albertus Johannes Royaards (* 2. Juni 1846 in De Bilt; † 20. August 1903 in Amsterdam), Dr. jur.; 1885 Richter in Amsterdam und 1895–1903 Ratsherr

## Werke (Auswahl)
- Disputatio de altera ad Corinthios epistola et observandâ in illa Apostoli indole et oratione. Utrecht 1818 (Online)
- Proeve over den geest en het belang van het boek Daniël, bekroond door 't Haagsch gen.. Den Haag 1822 (Online)
- Oratio de hominum gentiumque varietate, in christianae Societatis Historia Observanda. Utrecht 1823 (Online)
- Oratio, de theologia historica, cum sacri codicis exegesi rite coniuncta, nostris potissimum temporibus in Belgio excolenda. Utrecht 1827
- Redev. over den invloed der Nederl. vrouw op de handhaving en wijziging van het volkskarakter. Utrecht 1828;
- Vaarwel aan de Utrechtsche studenten, uitgesproken bij derzelver uittogt, als Vrijwillige Jagers naar Bergen op Zoom. Utrecht 1830 (Online)
- Bijdragen tot de bewerking van de Geschiedenis der Nederlanden. Den Haag, 1830, (Online)
- Chrestomathia patristica. Teil 1 Utrecht 1831 (Online); Teil 2 Utrecht 1837 (Online)
- Dankrede na de terugkomst der vrijwillige Jagers, Utrechtsche Studenten, uit het Leger. Utrecht 1831 (Online)
- Hedendaagsch kerkregt bij de Hervormden in Nederland. Utrecht 1834–37, 2. Bde. (1. Bd. Online),
- Vergelijking der nieuwere, thans in werking zijnde Europesche Concordaten en Concordaatsbullen met die van Nederland. Unter deutschem Titel: Rom im Concordate mit den Regierungen. Leipzig 1831 (Online)
- Het Genootschap tot verdediging der Christelijke godsdienst geschiedkundig geschetst. Den Haag 1836 (Online)
- Compendium historiae ecclesiae christianae. Utrecht 1840, (1. Bd.Online)
- Ph. W. van Heusde geschetst als geschiedkundige en als paedagoog tot de godgeleerdheid, in twee voorl.. Utrecht 1840 (Online)
- Evangelie-woorden, vooral voor lijdende Christenen. Utrecht 1841 (Online)
- Brief aan den hoogleeraar Mr. C. A. den Tex, betrekkelijk deszelfs Regtsvragen omtrent ees Concordaat tusschen Nederland en den Paus. 1841 (Online)
- Geschiedenis der invoering en vestiging van het Christendom in Nederland. Utrecht 1842, 1848;
- Redevoering over de aankweeking van den echt wetenschappelijken geest onder eene Natie. Amsterdam 1843 (Online)
- De concept-wet omtrent de ondersteuning van behoeftigen, in hare betrekking tot de Diakoniën kerkregtelijk beschouwd. Utrecht 1846 (Online)
- Levensberigt van J.F.L. Schröder. In: Utrechtschen Stududenten Almanak. 1846 (Online)
- Geschiedenis der hervorming in de stad Utrecht. Leiden 1847 (Online)
- Het Historisch karakter der Nederl. universiteiten als waarborg voor haar voortdurend bestaan. Utrecht 1849 (Online)
- Gesch. van het gevestigde Christendom en de Christelijke Kerk in Nederland, gedurende de Middeleeuwen. Utrecht 1849–53; 2. Bde. (2. Bd. Online)
- Levensberigt van Jan Kops. Leiden 1849
- Ter gedachtenis aan Aug. Neander. 1850
- Nederland in betrekking tot de Waldensen: gedurende hunne ballingschap na de herroeping van het Edict van Nantes (1686-1690) ; grootendeels bewerkt naar de resolutiën der Staten-Generaal en andere officieele bescheiden. 1850
- Aanspraak gehouden in de algemeene vergadering der Maatschappij: tot Bevordering van Welstand voornamelijk onder Landlieden. Haarlem 1853
- Levensberigt van Jhr. Mr. H.J. Baron van Doorn van Westcappelle, beide in Hand. Mij. Ned. Lett.. Leiden 1853 (Online)